# Komuna e Skenderajt
Komuna e Skenderajt (albanska: Komuna e Skënderajt, Skënderaj) är en kommun i Kosovo. Den ligger i den nordvästra delen av landet, 30 km väster om huvudstaden Priština. Antalet invånare är 50 858. Arean är 374 kvadratkilometer.
Terrängen i Komuna e Skenderajt är kuperad åt nordväst, men åt sydost är den platt.